# Танагра сіроголова
Тана́гра сіроголова (Eucometis penicillata) — вид горобцеподібних птахів родини саякових (Thraupidae). Мешкає в Мексиці, Центральній і Південній Америці. Це єдиний представник монотипового роду Сіроголова танагра (Eucometis).

## Опис
Довжина птаха становить 17-18 см. Виду не притаманний статевий диморфізм. Голова і шия сірі, на голові білуватий чуб. Спина, крила і хвіст оливково-зелені. Груди, живіт і нижні покривні пера хвоста яскраво-жовті. Очі темно-карі, дзьоб чорний, лапи жовті. У представників південних популяцій забарвлення дещо блідіше, дзьоб рожевуватий, чуб більший, горло охристе.

## Підвиди
Виділяють сім підвидів:
- E. p. pallida Berlepsch, 1888 — від південно-східної Мексики (Веракрус, Юкатан) до Гондурасу;
- E. p. spodocephalus (Bonaparte, 1853) — Нікарагуа і північ Коста-Рики;
- E. p. stictothorax Berlepsch, 1888 — Коста-Рика і західна Панама;
- E. p. cristata (Du Bus de Gisignies, 1855) —східна Панама, північна Колумбія і північно-західна Венесуела;
- E. p. affinis Berlepsch, 1888 — північна Венесуела (від Фалькона до Міранди);
- E. p. penicillata (Spix, 1825) — південно-східна Колумбія, схід Еквадору і Перу, Гвіана і північна Бразилія;
- E. p. albicollis (d'Orbigny & Lafresnaye, 1837) — від Болівії і Парагваю до центральної Бразилії.

## Поширення і екологія
Сіроголові танагри мешкають в Мексиці, Гватемалі, Белізі, Гондурасі, Нікарагуа, Коста-Риці, Панамі, Колумбії, Венесуелі, Гаяні, Французькій Гвіані, Суринамі, Еквадорі, Перу, Болівії, Бразилії і Парагваї. Вони живуть в нижньому ярусі вологих рівнинних тропічних лісів, на болотах та в гаерейних лісах. Зустрічаються парами, на висоті до 1200 м над рівнем моря, переважно на висоті до 600 м над рівнем моря. Іноді приєднуються до змішаних зграй птахів. Живляться переважно комахами.